# Anne Charles Parfait Chapt de Rastignac
Charles Chapt de Rastignac est un officier général français né à Paris le 5 mars 1776, où il est décédé le 6 février 1858.

## Biographie
Anne Charles Parfait Chapt de Rastignac nait à Paris, paroisse Saint Sulpice, le 5 mars 1776, fils de Jacques Gabriel Chapt, comte de Rastignac, baron de Luzé, maréchal de camp, chevalier de Saint-Louis, et de Angélique Rosalie de Hautefort.
Il est le frère de Pierre Chapt, marquis de Rastignac, pair de France, celui d'Aglaé Chapt de Rastignac, épouse de François Antoine, marquis de Montagnac, député du Puy de Dôme.
Il est le petit-fils d' Emmanuel Dieudonné de Hautefort (1700-1777), 5e marquis de Hautefort, seigneur de Champien, maréchal de camp, ambassadeur du Roi Louis XV près la cour d'Autriche, et de Françoise Claire d'Harcourt, l'arrière petit-fils de François d'Harcourt, deuxième duc d'Harcourt et maréchal de France.
Il est aussi un cousin de Louis Jacques Chapt de Rastignac, archevêque de Tours de 1723 à 1750, de Armand Anne Auguste Antonin Sicaire de Chapt de Rastignac, archidiacre et grand-vicaire d'Arles, député aux Etats-généraux de 1789, d'Antoine Chapt de Rastignac, général.
Émigré en Russie à la Révolution, il y rejoint son cousin germain, Armand Emmanuel du Plessis de Richelieu et sert dans l'armée russe en atteignant le grade de général-major.
Il ne regagne la France qu'à la première Restauration, en 1814, prend rang dans l'armée française avec le grade de maréchal de camp et reçoit la croix de Saint-Louis en juillet 1814.
Il accompagne le Roi à Gand durant les Cent-jours.
A la seconde Restauration, en septembre 1815, il est nommé chef d'état-major de la première division de la garde royale.
En 1821, il est fait gentilhomme de la chambre du Roi.
En 1823, il sert à l'Expédition d'Espagne à la tête d'une brigade d'infanterie du 4e corps d'armée, sous les ordres du maréchal duc de Conégliano.
Il démissionne après les évènements de juillet 1830.
A la mort de son frère, en 1844, il prend le titre de marquis de Rastignac.

### Distinctions
- chevalier de l'ordre royal et militaire de Saint-Louis (1814) ;
- commandeur de la Légion d'honneur (1823) ;
- chevalier de l'ordre de Notre Dame du Mont Carmel de Sardaigne ;
- chevalier de l'ordre des Saint Maurice et Lazare ;
- chevalier de l'ordre de Saint Ferdinand d'Espagne ;
- chevalier de l'ordre impérial et militaire de Saint Georges
- chevalier de l'ordre impérial de Saint Wladimir ;
- chevalier de l'ordre de Saint Anne de Russie

### Mariage
Il épouse en 1827 Aymardine Marie Léontine Angélique de Nicolaÿ (Paris, 2 octobre 1805 - Paris 7e, 7 décembre 1885), fille de Christian de Nicolaÿ, comte de l'Empire, pair de France de 1832 à 1839, et d'Alexandrine Charlotte de Malon de Bercy. Tous deux restent sans descendance.